# Sei Nazioni femminile 2015
Il Sei Nazioni femminile 2015 (in inglese 2015 Women's Six Nations Championship; in francese Tournoi des Six Nations féminin 2015)  fu la 14ª edizione del torneo di rugby a 15 che vede confrontarsi ogni anno le Nazionali femminili di Francia, Galles, Inghilterra, Irlanda, Italia e Scozia, nonché la 20ª in assoluto considerando anche le edizioni dell'Home Championship e del Cinque Nazioni.
Tale torneo, insieme a quello del 2016, era anche parte delle qualificazioni alla Coppa del Mondo femminile 2017; infatti, le migliori due classificate della classifica avulsa aggregata delle due edizioni del torneo tra Galles, Italia e Scozia (essendo le altre tre squadre già ammesse alla competizione) avrebbero avuto accesso diretto alla Coppa del Mondo, mentre invece la terza di tale classifica avrebbe disputato uno spareggio contro la squadra vincitrice del campionato europeo femminile 2016.
Ad aggiudicarsi il torneo, come la sua controparte maschile, fu l'Irlanda, che all'ultima giornata batté a Cumbernauld la Scozia per 73-3 e quindi prevalendo sulla Francia che aveva sconfitto 21-15 l'Inghilterra a Londra.
Per quanto riguarda invece la qualificazione ai Mondiali, l'Italia, oltre a realizzare il suo miglior Sei Nazioni di sempre a tale data, chiudendo al terzo posto assoluto a soli due punti dalla coppia Irlanda-Francia, realizzò tre vittorie (record), per giunta consecutive, entrambe prestazioni mai ottenute prima nel torneo, che fecero seguito alle due sconfitte iniziali contro Irlanda e Inghilterra, e si portò in testa alla classifica provvisoria di qualificazione alla Coppa del Mondo 2017.
A chiudere in coda al torneo fu la Scozia, al suo quinto whitewash consecutivo.

## Calendario

### 1ª giornata
| Arbitro: | Sara Cox |

|             |      |                                                           |
| Magatti 80’ | mt   | 20’ Briggs 44’, 74’ Fitzpatrick 59’ Murphy 66’ H. O’Brien |
|             | tr   | 20’ Briggs                                                |
|             | c.p. | 57’ Briggs                                                |

| Arbitro: | Claire Hodnett |

|                                                                |      |  |
| Grand 4’ Trémoulière 11’ Billes 25’, 34’, 53’, 64’ Poublan 74’ | mt   |  |
| Trémoulière 4’, 25’                                            | tr   |  |
| Trémoulière 20’                                                | c.p. |  |

| Arbitro: | Sherry Trumbull |

|                               |      |  |
| C. Edwards 49’ L. Harries 75’ | mt   |  |
| L. Harries 37’                | c.p. |  |

### 2ª giornata
| Arbitro: | Claire Hodnett |

|          |      |                 |
| Egan 47’ | mt   | 64’ Boujard     |
|          | tr   | 64’ Trémoulière |
|          | c.p. | 75’ Trémoulière |

| Arbitro: | Sherry Trumbull |

|           |      |                                                                     |
|           | mt   | 47’ C. Phillips 58’ S. Harries 69’ Hywell 75’ Snowsill 80’ Lawrence |
|           | tr   | 47’, 58’, 75’, 80’ L. Harries                                       |
| Deans 41’ | c.p. | 5’, 16’ L. Harries                                                  |

| Arbitro: | Alhambra Nievas |

|                                                                         |      |             |
| Matthews 37’ A. Scott 39’ Large 60’ McLean 72’ Gallagher 77’ Wilson 80’ | mt   | 27’ Severin |
| McLean 36’, 60’ Stoddard 77’                                            | tr   | 27’ Sillari |
| McLean 8’                                                               | c.p. |             |

### 3ª giornata
| Arbitro: | Leah Berard |

|                 |      |                  |
| Muldoon 51’     | mt   | 39’ Millar-Mills |
| Briggs 25’, 76’ | c.p. | 12’ McLean       |

| Arbitro: | Alhambra Nievas |

|                                           |      |                |
| Mignot 6’ Trémoulière 48’ Billes 50’, 69’ | mt   | 79’ L. Harries |
| Trémoulière 48’                           | tr   | 79’ L. Harries |
| Trémoulière 19’, 40’                      | c.p. |                |

| Arbitro: | Helen O'Reilly |

|            |      |                                                                  |
| Konkel 74’ | mt   | 7’, 30’ Magatti 14’ Furlan 60’ Veronica Schiavon 76’ M.G. Cioffi |
|            | tr   | 7’, 14’, 60’ Veronica Schiavon                                   |
| Deans 24’  | c.p. |                                                                  |

### 4ª giornata
| Arbitro: | Helen O'Reilly |

|                                                                             |      |                     |
| Laybourn 1’, 55’, 77’ Taylor 7’ Lucas 29’ Clark 32’ Pocock 48’ Thompson 61’ | mt   | 51’ Sinclair        |
| Reed 61’                                                                    | tr   | 51’ Martin          |
|                                                                             | c.p. | 4’ Deans 18’ Martin |

| Arbitro: | Jess Beard |

|                               |    |                       |
| Magatti 4’, 80’ S. Stefan 36’ | mt | 9’ Billes 39’ Boujard |
| Veronica Schiavon 4’          | tr | 9’ Trémoulière        |

| Arbitro: | Claire Hodnett |

|  |      |                            |
|  | mt   | 26’ Fitzpatrick 79’ Miller |
|  | tr   | 26’, 79’ Briggs            |
|  | c.p. | 48’, 60’ Briggs            |

### 5ª giornata
| Arbitro: | Leah Berard |

|                                         |      |                |
| Severin 6’ Barattin 61’ Zangirolami 78’ | mt   | 11’ S. Harries |
| Veronica Schiavon 6’, 61’               | tr   |                |
| Veronica Schiavon 22’                   | c.p. |                |

| Arbitro: | Alhambra Nievas |

|                                |      |                            |
| Gallagher 58’ Millar-Mills 72’ | mt   | 22’ Mignot 66’ Trémoulière |
| Reed 72’                       | tr   | 22’ Trémoulière            |
| Reed 39’                       | c.p. | 4’, 36’, 52’ Trémoulière   |

| Arbitro: | Jess Beard |

|           |      | |
|           | mt   | 6’ Briggs 17’ Molloy 27’ H. O’Brien 31’ Bourke 39’, 42’, 78’ Miller 50’ Fitzpatrick 63’ Spence 76’ Rosser 80’ Murphy |
|           | tr   | 27’, 31’, 39’, 42’, 63’, 76’ Briggs                                                                                  |
| Deans 14’ | c.p. | 13’, 36’ Briggs |

## Classifica
| Pos | Squadra     | G | V | N | P | PF  | PS  | DP   | Pt |
| --- | ----------- | - | - | - | - | --- | --- | ---- | -- |
| 1   | Irlanda     | 5 | 4 | 0 | 1 | 139 | 26  | +113 | 8  |
| 2   | Francia     | 5 | 4 | 0 | 1 | 113 | 44  | +69  | 8  |
| 3   | Italia      | 5 | 3 | 0 | 2 | 82  | 94  | −12  | 6  |
| 4   | Inghilterra | 5 | 2 | 0 | 3 | 104 | 65  | +39  | 4  |
| 5   | Galles      | 5 | 2 | 0 | 3 | 64  | 73  | −9   | 4  |
| 6   | Scozia      | 5 | 0 | 0 | 5 | 27  | 227 | −200 | 0  |